# گاس و آشوب‌طلبان
گاس و آشوب‌طلبان (انگلیسی: Gus and the Anarchists) یک فیلم کمدی صامت کوتاه به تهیه‌کنندگی آرتور هاتلینگ و زیگموند لوبین است که در سال ۱۹۱۵ منتشر شد. از بازیگران این فیلم می‌توان به اولیور هاردی اشاره کرد.